# Denil Castillo
Denil Daniel Castillo Preciado (Eloy Alfaro, Esmeraldas, 24 de marzo de 2004) es un futbolista ecuatoriano. Juega como centrocampista y su equipo actual es el F. C. Midtjylland de la Superliga de Dinamarca.

## Trayectoria
Denil realizó las formativas en clubes como Clan Juvenil, Club Sport Norte América y Liga Deportiva Universitaria, equipo al que fue promovido al primer plantel en 2021 pero no llegó a debutar en la Serie A de Ecuador. En 2020 fue cedido al Atlético Kin de la Segunda Categoría de Cotopaxi.
El 24 de abril de 2023 se anunció su transferencia al F. K. Shakhtar Donetsk de la Primera División de Ucrania, firmando un contrato hasta 2028. Se unió a la pretemporada del club ucraniano en julio.
Para ganar más minutos fue cedido en enero de 2024 por seis meses sin opción de compra al Partizán de Belgrado, equipo de la Primera División de Serbia.
En junio de 2024 se confirmó su transferencia al F. C. Midtjylland de la Superliga de Dinamarca, firmando un contrato hasta 2027.

## Selección nacional

### Selección absoluta
En marzo de 2025 fue convocado por primera vez a la selección mayor para afrontar la doble fecha eliminatoria al Mundial 2026 frente a Venezuela y Chile, hizo su debut frente a La Vinotinto.

#### Participaciones en eliminatorias
| Eliminatorias      | Sede            | Resultado   | Partidos | Goles |
| ------------------ | --------------- | ----------- | -------- | ----- |
| Eliminatorias 2026 | América del Sur | Clasificado | 1        | 0     |

### Categorías inferiores
El 5 de enero de 2023 se anunció su convocatoria para disputar el Campeonato Sudamericano Sub-20 en Colombia. El 9 de mayo de 2023 fue convocado para la Copa Mundial de Fútbol Sub-20 de 2023.

#### Participaciones en Sudamericanos
| Campeonato                         | Sede     | Resultado    | Partidos | Goles |
| ---------------------------------- | -------- | ------------ | -------- | ----- |
| Sudamericano Sub-15 de 2019        | Paraguay | Primera fase | 4        | 0     |
| Juegos Suramericanos Asunción 2022 | Paraguay | Plata        | 5        | 0     |
| Sudamericano Sub-20 de 2023        | Colombia | Cuarto lugar | 9        | 0     |

#### Participaciones en Copas del Mundo
| Campeonato                  | Sede      | Resultado        | Partidos | Goles |
| --------------------------- | --------- | ---------------- | -------- | ----- |
| Copa Mundial Sub-20 de 2023 | Argentina | Octavos de final | 1        | 0     |

### Partidos internacionales
Actualizado al último partido disputado el 21 de marzo de 2025.
| \| N.° \| Fecha \| Ciudad \| Rival \| Resultado \| Resultado \| Competencia \| \| --- \| ------------------- \| ------ \| --------- \| --------- \| --------- \| ----------------------------- \| \| 1. \| 21 de marzo de 2025 \| Quito \| Venezuela \| 2-1 \| Victoria \| Eliminatorias al Mundial 2026 \| |                     |        |           |           |           |                               |
| N.° | Fecha               | Ciudad | Rival     | Resultado | Resultado | Competencia                   |
| 1. | 21 de marzo de 2025 | Quito  | Venezuela | 2-1       | Victoria  | Eliminatorias al Mundial 2026 |

## Estadísticas

### Clubes
Actualizado al último partido disputado el 17 de agosto de 2025.
| Club                                   | Div.          | Temporada     | Liga  | Liga  | Liga   | Copas nacionales | Copas nacionales | Copas nacionales | Copas internacionales | Copas internacionales | Copas internacionales | Total | Total | Total  |
| Club                                   | Div.          | Temporada     | Part. | Goles | Asist. | Part.            | Goles            | Asist.           | Part.                 | Goles                 | Asist.                | Part. | Goles | Asist. |
| -------------------------------------- | ------------- | ------------- | ----- | ----- | ------ | ---------------- | ---------------- | ---------------- | --------------------- | --------------------- | --------------------- | ----- | ----- | ------ |
| Atlético Kin · Ecuador                 | 3.ª           | 2020          | 6     | 0     | 0      | —                | —                | —                | —                     | —                     | —                     | 6     | 0     | 0      |
| Atlético Kin · Ecuador                 | Total club    | Total club    | 6     | 0     | 0      | 0                | 0                | 0                | 0                     | 0                     | 0                     | 6     | 0     | 0      |
| Liga Deportiva Universitaria · Ecuador | 1.ª           | 2021          | 0     | 0     | 0      | —                | —                | —                | —                     | —                     | —                     | 0     | 0     | 0      |
| Liga Deportiva Universitaria · Ecuador | 1.ª           | 2022          | 0     | 0     | 0      | —                | —                | —                | —                     | —                     | —                     | 0     | 0     | 0      |
| Liga Deportiva Universitaria · Ecuador | 1.ª           | 2023          | 0     | 0     | 0      | —                | —                | —                | —                     | —                     | —                     | 0     | 0     | 0      |
| Liga Deportiva Universitaria · Ecuador | Total club    | Total club    | 0     | 0     | 0      | 0                | 0                | 0                | 0                     | 0                     | 0                     | 0     | 0     | 0      |
| F. K. Shakhtar Donetsk · Ucrania       | 1.ª           | 2023-24       | 6     | 0     | 0      | 0                | 0                | 0                | 0                     | 0                     | 0                     | 6     | 0     | 0      |
| F. K. Shakhtar Donetsk · Ucrania       | Total club    | Total club    | 6     | 0     | 0      | 0                | 0                | 0                | 0                     | 0                     | 0                     | 6     | 0     | 0      |
| Partizán de Belgrado Serbia            | 1.ª           | 2023-24       | 14    | 2     | 1      | 1                | 0                | 0                | 0                     | 0                     | 0                     | 15    | 2     | 1      |
| Partizán de Belgrado Serbia            | Total club    | Total club    | 14    | 2     | 1      | 1                | 0                | 0                | 0                     | 0                     | 0                     | 15    | 2     | 1      |
| F. C. Midtjylland Dinamarca            | 1.ª           | 2024-25       | 22    | 0     | 0      | 2                | 0                | 0                | 13                    | 0                     | 0                     | 37    | 0     | 0      |
| F. C. Midtjylland Dinamarca            | 1.ª           | 2025-26       | 4     | 1     | 0      | 0                | 0                | 0                | 4                     | 1                     | 1                     | 8     | 2     | 1      |
| F. C. Midtjylland Dinamarca            | Total club    | Total club    | 26    | 1     | 0      | 2                | 0                | 0                | 17                    | 1                     | 1                     | 45    | 2     | 1      |
| Total carrera                          | Total carrera | Total carrera | 52    | 3     | 1      | 3                | 0                | 0                | 17                    | 1                     | 1                     | 72    | 4     | 2      |
| 1. 2.                                  |               |               |       |       |        |                  |                  |                  |                       |                       |                       |       |       |        |

### Selección
Actualizado al último partido disputado el 21 de marzo de 2025.
| Selección       | Año             | Amistosos | Amistosos | Amistosos | Continental | Continental | Continental | Mundial | Mundial | Mundial | Total | Total | Total  | Media goleadora |
| Selección       | Año             | Part.     | Goles     | Asist.    | Part.       | Goles       | Asist.      | Part.   | Goles   | Asist.  | Part. | Goles | Asist. | Media goleadora |
| --------------- | --------------- | --------- | --------- | --------- | ----------- | ----------- | ----------- | ------- | ------- | ------- | ----- | ----- | ------ | --------------- |
| Sub-15          | 2019            | —         | —         | —         | 4           | 0           | 0           | 0       | 0       | 0       | 4     | 0     | 0      | 0               |
| Sub-20          | 2022            | 3         | 0         | 0         | —           | —           | —           | —       | —       | —       | 3     | 0     | 0      | 0               |
| Sub-20          | 2023            | —         | —         | —         | 9           | 0           | 0           | 1       | 0       | 0       | 10    | 0     | 0      | 0               |
| Sub-20          | Total           | 3         | 0         | 0         | 9           | 0           | 0           | 1       | 0       | 0       | 13    | 0     | 0      | 0               |
| Absoluta        | 2025            | 0         | 0         | 0         | 1           | 0           | 0           | —       | —       | —       | 1     | 0     | 0      | 0               |
| Total selección | Total selección | 3         | 0         | 0         | 14          | 0           | 0           | 1       | 0       | 0       | 18    | 0     | 0      | 0               |
| 1. 2.           |                 |           |           |           |             |             |             |         |         |         |       |       |        |                 |